# Nigel Farage
Nigel Paul Farage (/ˈfærɑːʒ/; born ngày 3 tháng 4 năm 1964) (sinh ngày 3 tháng 4 năm 1964) là một chính trị gia của UK. Ông là Lãnh đạo Đảng Độc lập Anh, Thành viên Nghị viện Châu Âu (nhiệm kỳ 5), Lãnh đạo Đảng Brexit. Đây là người tiên phong trong phong trào Brexit nhằm rút khỏi Liên minh châu Âu và khôi phục chủ quyền.